# NGC 4695
NGC 4695 este o galaxie spirală situată în constelația Ursa Mare. A fost descoperită în 24 martie 1791 de către William Herschel.